# Robin Le Normand
Robin Aimé Robert Le Normand (n. 11 noiembrie 1996, Pabu, Bretagne, Franța) este un fotbalist francez de naționalitate spaniolă care joacă ca fundaș central la Atlético Madrid în La Liga. Născut în Franța, joacă pentru echipa națională de fotbal a Spaniei.
Le Normand și-a început cariera profesională în Franța la Brest, unde a făcut o apariție la prima echipă, înainte de a se alătura echipei spaniole Real Sociedad în 2016.
A obținut naționalitatea spaniolă în 2023 și a făcut parte din echipa Spaniei care a câștigat Liga Națiunilor UEFA în același an.

## Cariera pe echipe

### Brest
Născut în Pabu, Côtes-d'Armor, Bretania Le Normand a reprezentat Brest ca jucător de tineret. Pe 21 septembrie 2013 și-a făcut debutul la seniori, începând cu echipa de rezervă într-o înfrângere cu 1-0 în deplasare împotriva lui Lannion.
Le Normand a marcat primul său gol la seniori pe 19 martie 2016, reușind al treilea gol al echipei sale într-un egal 3–3 la Fougères. Pe 15 aprilie, și-a făcut debutul la profesioniști începând cu o înfrângere cu 2-1 în deplasare împotriva lui Sochaux în Ligue 2.

### Real Sociedad

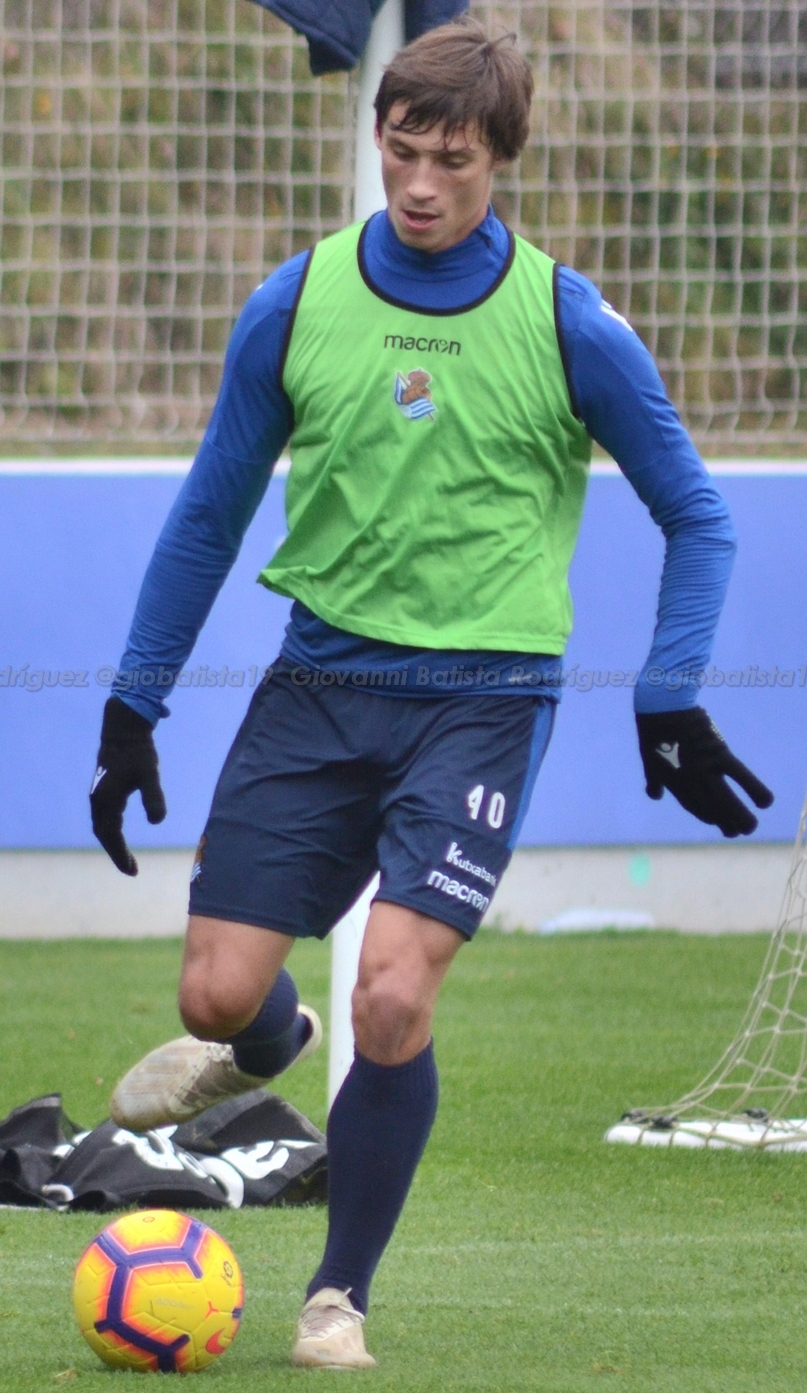
Le Normand se antrenează cu Real Sociedad în 2018

La 5 iulie 2016, Le Normand a semnat un contract de doi ani cu Real Sociedad, fiind repartizat echipei B din Segunda División B. A primit un nou contract în august 2018, pe încă doi ani.
Le Normand și-a făcut debutul în prima echipă – și în La Liga – pe 26 noiembrie 2018, începând cu o victorie cu 2-1 pe teren propriu împotriva lui Celta Vigo. Pe 12 februarie, și-a reînnoit contractul cu echipa Txuri-urdin până în 2022, și a fost promovat definitiv în echipa principală pe 9 iunie.
După plecarea lui Héctor Moreno, Le Normand a devenit parte integrantă a XI-ului titular. A marcat primul său gol în La Liga pe 30 noiembrie 2019, deschizând scorul într-o victorie cu 4-1 pe teren propriu împotriva lui Eibar. A fost recompensat cu o prelungire a contractului până în 2024 la 4 iunie 2020. Pe 19 decembrie, a marcat într-o victorie cu 8-0 împotriva echipei din Tercera División, Becerril, în primul tur din Copa del Rey; a jucat, de asemenea, în victoria cu 1-0 împotriva rivalilor basci din derby-ul împotriva lui Athletic Bilbao în finala amânată din cauza COVID-ului din 3 aprilie 2021.
Le Normand a fost ales jucătorul lunii din La Liga pentru octombrie 2021, primul fundaș de la Diego Godín de la Atlético Madrid în 2014. A jucat 48 din 51 de meciuri în 2021–22, ratând doar un meci din campionat prin suspendare, apoi și-a prelungit contractul până în 2026.

## Cariera internațională
În mai 2023, Consiliul de Miniștri spaniol i-a acordat naționalitatea spaniolă lui Le Normand după ce a locuit în Spania timp de aproape șapte ani, ceea ce înseamnă că va fi eligibil să joace pentru echipa națională a Spaniei. Pe 2 iunie, a fost inclus în lotul Spaniei de 23 de jucători pentru Liga Națiunilor UEFA, debutând 13 zile mai târziu în victoria lor cu 2-1 în semifinală împotriva Italiei, unde a început în apărarea centrală alături de un alt francez naturalizat, Aymeric. Laporte. Pe 18 iunie, a început în finală, în timp ce Spania a învins Croația la loviturile de departajare pentru a câștiga primul titlu în Liga Națiunilor.
Pe 19 noiembrie 2023, Le Normand a marcat primul său gol pentru Spania în ultimul meci de calificare la UEFA Euro 2024 - o victorie cu 3-1 în fața Georgiei.
În iunie 2024, Le Normand a fost inclus în echipa finală a Spaniei pentru UEFA Euro 2024 organizată în Germania. A început primul meci din grupă al echipei, jucând întregul meci în apărarea centrală, în timp ce Spania a învins Croația cu 3-0 pe Olympiastadion din Berlin.

## Viața personală
Fratele mai mic al lui Le Normand, Théo, este și fotbalist profesionist, care a debutat pentru Guingamp în 2021.

## Palmares
Real Sociedad
- Copa del Rey: 2019–20[15][27]

Spania
- Liga Națiunilor UEFA: 2022–23[28]

Individual
- Jucătorul lunii din La Liga: octombrie 2021[16]